# Шуркішлок
Шуркішло́к (тадж. Шӯрқишлоқ) — село у складі Хатлонської області Таджикистану. Входить до складу джамоату імені Міралі Махмадалієва Восейського району.
Назва село означає солоний кішлак.
Село розташоване на річці Учколшурок. Колишня назва — Шуркішлак.
Населення — 1052 особи (2010; 1045 в 2009).